# Eduardo Lombardi
Eduardo Esteban Lombardi Escayola (Montevideo, Uruguay, 30 de diciembre de 1941), es un exmagistrado uruguayo, quien se desempeñó como miembro del Tribunal de lo Contencioso Administrativo entre 2005 y 2011.

## Primeros años
Nació en Montevideo el 30 de diciembre de 1941. Es bisnieto por vía materna de Carlos Escayola.
A partir de 1968 cumplió tareas como funcionario administrativo en el Poder Judicial.
Paralelamente cursó estudios en la Facultad de Derecho de la Universidad de la República, donde se graduó como abogado en 1975.

## Juez de Paz en el interior
En junio de 1975 inició su carrera judicial al ser designado Juez de Paz de la 14° sección judicial de Colonia, con sede en la ciudad de Juan Lacaze.
En febrero de 1976 fue trasladado al Juzgado de Paz de la primera sección judicial de Salto, con sede en la ciudad de Salto.

## Juez Letrado en el interior
En diciembre de 1976 fue ascendido al cargo de Juez Letrado de Rivera de Segundo Turno.
En diciembre de 1977 pasó a ser Juez Letrado de Pando.

## Juez Letrado en la capital
En abril de 1980 ascendió a cumplir funciones como Juez Letrado en Montevideo, inicialmente como Juez Letrado de Instrucción de Quinto Turno.
En agosto del mismo año pasó al Juzgado Letrado de Instrucción de Segundo Turno, el que en enero de 1981, al entrar en vigencia el nuevo Código del Proceso Penal, se transformó en Juzgado Letrado en lo Penal de Octavo Turno.
En octubre de 1986 volvió a transformarse en Juzgado Letrado en lo Penal de Noveno Turno.

## Tribunal de Apelaciones
En agosto de 1989 Lombardi recibió un nuevo ascenso al ser nombrado como uno de los integrantes del Tribunal de Apelaciones de Familia de Segundo Turno que acababa de ser creado.
En marzo de 1993 fue trasladado al Tribunal de Apelaciones en lo Penal de Primer Turno, en el que prmaneció durante más de doce años.

## Tribunal de lo Contencioso Administrativo
El 23 de agosto de 2005 la Asamblea General lo eligió, junto a Dardo Preza y a Ricardo Harriague, como miembro del Tribunal de lo Contencioso Administrativo, para cubrir las vacantes generadas por los retiros de Eduardo Brito del Pino Pocey, Manuel Mercant y José Baldi.
Integró el TCA durante seis años, cesando en su cargo en diciembre de 2011 al cumplir los 70 años, edad establecida como límite para integrar el Tribunal de lo Contencioso Administrativo según el artículo 308 de la Constitución, que se remite en cuanto a las condiciones para ocupar dicho cargo a las previstas para los miembros de la Suprema Corte de Justicia.
La vacante que dejó al retirarse fue cubierta en marzo de 2012 con el ingreso de Juan Pedro Tobía.

## Otras actividades
Fue docente universitario en materia de Derecho Penal y de Medicina Legal en la Facultad de Medicina de la Universidad de la República.